# Йоанис Кускурас
Йоанис К. Кускурас (на гръцки: Ιωάννης Κ. Κούσκουρας) е гръцки журналист от първата половина на XX век, основател на вестниците „Алития“ и „Неа Алития“.

## Биография
Кускурас е роден в 1867 година в костурското гръцко село Богатско. Заедно с брат си се мести в Цариград и учи в Зографио и във Великата народна школа. След като се дипломира, е назначен за директор на гръцки училища в Струмица и Клисура. Под псевдонима Калогеропулос (Καλογερόπουλος) е автор на няколко учебника, използвани в гръцките училища в Македония. През 1903 г. основава в Солун заедно с италианския печатар Салваторе Муратори вестник „Алития“, а в 1909 г. „Неа Алития“, първият гръцки следобеден ежедневник. Чрез вестника си подкрепя гръцките позиции по Македонския въпрос. След като Солун попада в Гърция след Балканските войни е седем години общински съветник. Умира в 1935 г. Наследен е от синовете си Костас и Атанасиос Кускурас.